# Dzmitryj Nikulenkau
Dzmitryj Nikulenkau (białorus. Дзмітрый Нікуленкаў, ros. Дмитрий Никуленков, Dmitrij Nikulenkow, ur. 12 lipca 1984) – białoruski piłkarz ręczny grający na pozycji lewego rozgrywającego. Reprezentant Białorusi.
Występował m.in. w Vive Kielce, do którego przyszedł w 2004 roku z białoruskiego Arkatronu Mińsk. W kieleckim klubie występował przez 4 sezony, zdobywając z nim Puchar Polski. Po sezonie 2007/2008 przeszedł do Dynama Mińsk.
Jego żoną jest Natalla Arciomienka, była zawodniczka Kolportera Kielce

## Osiągnięcia
- Brązowy Medalista Mistrzostw Polski:  2005, 2007, 2008
- Zdobywca Pucharu Polski:  2006
- Finalista Pucharu Polski:  2007, 2008